# 日本新闻网 (亚洲通讯社)
日本新聞網（ribenxinwen.COM），是一個由中國記者徐靜波創辦的亚洲通讯社旗下的一個中文新闻网站。網站曾於2001年停辦，後於2008年10月復辦，近年其報導受華文媒體廣泛引用。由於網站名稱帶有「日本」兩字，因此容易被誤認為日語媒體或日本人營運的媒體，但事實上網站是一個中文媒體，也不是由日本人營運。

## 爭議

### 錯誤解讀日本政府言論
有網上評論指出，該網站在報道日本政府對旭日旗地位判定的一事時內容失實，更被多間華文媒體如無線電視、有線電視、香港電台、今日新聞網、香港經濟日報、明報、馬來西亞東方日報和星島日報錯誤引用。日本新聞網2013年8月6日報導「日本將認定軍國主義時代使用的旭日旗為『國旗』」，但日文原文中日本政府只表示「使用這面旗無問題（使用は問題ない），因為從日本自衛隊數十年來已使用旭日旗可見，這面旗和日本國旗一樣，都可以說是日本的象徵」，學者沈旭暉批評報道與事實不符，香港獨立媒體更稱網站為「中共設立用以混淆視聽的假日本傳媒，專門傳播對日本有偏見、甚至是假的新聞」。

### 內容互相矛盾
有報章專欄指出，網站曾經轉載及翻譯一篇題為「東京白領10年工資可買房子」的日本傳媒文章，但其中國記者則撰寫了一篇文章題為「東京人買房子要啃兩代人」，被該專欄作家評為「精神分裂」。作家藍秀朗在香港《太陽報》的專欄也指出，網站刊載許多報道日本負面的文章，「但按網站右邊的廣告連結，就跳到協助中國人到日本購買房子及取得日本永久居留權的公司網頁；如果這是故意惹人發笑的布局，我認為它很成功」。

### 人民日报引用转发微博
2014年3月16日，《人民日报》通过其官方新浪微博帳號转发了一条来自日本新闻网对马来西亚航空370号班机事故评论的微博，其标题为〈日媒：美军最应该知道飞机下落 或许不想公开〉，並聲稱「印度洋中的英属孤岛迪戈加西亞島是一大疑点。这里现是美军监控印度洋的最强大空军基地和情报基地，他们最应该知道客机下落，或许不想公开情报」；但隨即被删除。引起中国大陆网民的评论和转发，批評網站是“假外媒”。